# Didymostilbe matsushimae
Didymostilbe matsushimae är en svampart som beskrevs av Seifert 1985. Didymostilbe matsushimae ingår i släktet Didymostilbe och familjen Bionectriaceae.   Inga underarter finns listade i Catalogue of Life.